# Здуни
Здуни (пол. Zduny) — місто в південно-західній Польщі.

## Демографія
Демографічна структура станом на 31 березня 2011 року:
|          | Загалом | Допрацездатний вік | Працездатний вік | Постпрацездатний вік |
| -------- | ------- | ------------------ | ---------------- | -------------------- |
| Чоловіки | 3630    | 733                | 2575             | 322                  |
| Жінки    | 3647    | 759                | 2172             | 716                  |
| Разом    | 7277    | 1492               | 4747             | 1038                 |